# Lijst van voetbalinterlands Engeland - Moldavië
Deze lijst van voetbalinterlands is een overzicht van alle officiële voetbalwedstrijden tussen de nationale teams van Engeland en Moldavië. De landen speelden tot op heden vier keer tegen elkaar. De eerste ontmoeting, een kwalificatiewedstrijd voor het Wereldkampioenschap voetbal 1998, werd gespeeld in Chisinau op 1 september 1996. Het laatste duel, een kwalificatiewedstrijd voor het Wereldkampioenschap voetbal 2014, vond plaats op 6 september 2013 in Londen.

## Wedstrijden
| № | Plaats   | Datum             | Competitie           | Wedstrijd           | Uitslag |
| - | -------- | ----------------- | -------------------- | ------------------- | ------- |
| 1 | Chisinau | 1 september 1996  | WK 1998 kwalificatie | Moldavië – Engeland | 0 – 3   |
| 2 | Londen   | 10 september 1997 | WK 1998 kwalificatie | Engeland – Moldavië | 4 – 0   |
| 3 | Chisinau | 7 september 2012  | WK 2014 kwalificatie | Moldavië – Engeland | 0 – 5   |
| 4 | Londen   | 6 september 2013  | WK 2014 kwalificatie | Engeland – Moldavië | 4 – 0   |

## Samenvatting
| Competitie      | Totaal gespeeld | Winst Engeland | Gelijk | Winst Moldavië | Doelsaldo Engeland – Moldavië |
| --------------- | --------------- | -------------- | ------ | -------------- | ----------------------------- |
| WK-kwalificatie | 4               | 4              | 0      | 0              | 16 − 0                        |
| Totaal          | 4               | 4              | 0      | 0              | 16 − 0                        |

Wedstrijden bepaald door strafschoppen worden, in lijn met de FIFA, als een gelijkspel gerekend.

## Details

### Eerste ontmoeting
| WK 1998 kwalificatie (Chisinau, Moldavië, 1 september 1996): |              | |
| Moldavië | 0 – 3        | Engeland |
| | goals        | 24' Nick Barmby 25' Paul Gascoigne 61' Alan Shearer |
| Ion Caras | bondscoach   | Glenn Hoddle |
| Denis Romanenco Serghei Secu Serghei Nani Serghei Belous 58' Vladimir Gaidamaşciuc Alexandru Curtianu Serghei Epureanu Iurie Miterev 62' Alexandru Popovici Serghei Cleșcenco Ion Testemiţanu | opstellingen | David Seaman Gary Neville Gareth Southgate Gary Pallister Stuart Pearce Andy Hinchcliffe Paul Ince David Beckham 81' Paul Gascoigne 81' Nick Barmby Alan Shearer |
| Oleg Şişchin 58' Radu Rebeja 62' | wissels      | 81' David Batty 81' Matthew Le Tissier |
| Serghei Cleșcenco 65' | gele kaarten | 59' Stuart Pearce 66' Paul Ince |
| - Debuut van David Beckham (Manchester United) en Andy Hinchcliffe (Everton) voor Engeland.                                                                                                   |              | |

### Tweede ontmoeting
| WK 1998 kwalificatie (Londen, Verenigd Koninkrijk, 10 september 1997):                                                                                      |              | |
| Engeland | 4 – 0        | Moldavië |
| Paul Scholes 29' Ian Wright 46' Paul Gascoigne 81' Ian Wright 90'                                                                                           | goals        | |
| Glenn Hoddle | bondscoach   | Ion Caras |
| David Seaman Gary Neville Sol Campbell Gareth Southgate Phil Neville David Batty David Beckham 68' Paul Gascoigne Paul Scholes Les Ferdinand 82' Ian Wright | opstellingen | Denis Romanenco Oleg Fistican Serghei Stroenco Ion Testemiţanu 53' Vitali Culibaba Marin Spânu Alexandru Curtianu 62' Oleg Şişchin Radu Rebeja Iurie Miterev 74' Serghei Rogaciov |
| Stuart Ripley 68' 76' Nicky Butt 76' Stan Collymore 82' | wissels      | 62' Alexandru Popovici 74' Boris Cebotari 53' Alexandru Suharev |
| Sol Campbell 83' | gele kaarten | 9' Alexandru Curtianu 69' Marin Spânu |

### Derde ontmoeting
| WK 2014 kwalificatie (Chisinau, Moldavië, 7 september 2012): |              | |
| Moldavië | 0 – 5        | Engeland |
| | goals        | 4' (pen.) Frank Lampard 29' Frank Lampard 32' Jermain Defoe 74' James Milner 83' Leighton Baines                                                                          |
| Ion Caras | bondscoach   | Roy Hodgson |
| Stanislav Namașco Alexandru Epureanu Victor Golovatenco Simeon Bulgaru Igor Armaş Serghei Covalciuc Alexandru Suvorov 46' Alexandru Onica Alexandru Gaţcan Artur Pătraş Igor Picuşceac 76' | opstellingen | Joe Hart John Terry Glen Johnson Leighton Baines Joleon Lescott 46' Steven Gerrard Frank Lampard James Milner Tom Cleverley 68' Jermain Defoe 58' Alex Oxlade-Chamberlain |
| Alexandru Dedov 46' Eugen Sidorenco 76' 85' Gheorghe Ovseannicov 85' | wissels      | 46' Michael Carrick 58' Theo Walcott 68' Danny Welbeck |
| Simeon Bulgaru 3' | gele kaarten | 5' Glen Johnson |

### Vierde ontmoeting
| WK 2014 kwalificatie (Londen, Verenigd Koninkrijk, 6 september 2013):                                                                                         |              | |
| Engeland | 4 – 0        | Moldavië |
| Steven Gerrard 12' Rickie Lambert 27' Danny Welbeck 45' Danny Welbeck 51'                                                                                     | goals        | |
| Roy Hodgson | bondscoach   | Ion Caras |
| Joe Hart Kyle Walker Ashley Cole 45+2' Steven Gerrard Gary Cahill Phil Jagielka Theo Walcott Frank Lampard Danny Welbeck Jack Wilshere 60' Rickie Lambert 71' | opstellingen | Stanislav Namașco Igor Armaş Victor Golovatenco Alexandru Epureanu 19' Artur Ioniţă Alexandru Antoniuc Alexandru Dedov 85' Serghei Gheorghiev 58' Simeon Bulgaru Vitalie Bordian Eugen Sidorenco |
| Leighton Baines 45+2' Ross Barkley 60' James Milner 71' | wissels      | 19' Alexandru Onica 58' Alexandru Suvorov 85' Alexandru Paşcenco |
| Danny Welbeck 45+1' | gele kaarten | 27' Victor Golovatenco |
| - Debuut van Ross Barkley (Everton) voor Engeland. |              | |

FA · A-internationals · Selecties · Bondscoaches · Engels vrouwenelftal · Brits olympisch elftal · Engeland -21 · Engeland -20 · Engeland -19 · Engeland -18 · Engeland -17 · Engeland -16 · Vrouwen -17
1872 – 1899 ·
1900 – 1919 ·
1920 – 1929 ·
1930 – 1939 ·
1940 – 1949 ·
1950 – 1959 ·
1960 – 1969 ·
1970 – 1979 ·
1980 – 1989 ·
1990 – 1999 ·
2000 – 2009 ·
2010 – 2019 ·
2020 − 2029
EK's: 1968 ·
1980 ·
1988 ·
1992 ·
1996 ·
2000 ·
2004 ·
2012 · 
2016 · 
2020 · 
2024
WK's: 1950 ·
1954 ·
1958 ·
1962 ·
1966 ·
1970 ·
1982 ·
1986 ·
1990 ·
1998 ·
2002 ·
2006 ·
2010 ·
2014 ·
2018 · 
2022
Albanië ·
Algerije ·
Andorra ·
Argentinië ·
Australië ·
Azerbeidzjan ·
België ·
Bosnië en Herzegovina ·
Brazilië ·
Bulgarije ·
Canada ·
Chili ·
China ·
Colombia ·
Costa Rica ·
Cyprus ·
Denemarken ·
DDR · 
Duitsland ·
Ecuador ·
Egypte ·
Estland ·
Finland ·
Frankrijk ·
Georgië ·
Ghana ·
GOS ·
Griekenland ·
Honduras ·
Hongarije ·
Ierland ·
IJsland · 
Iran ·
Israël ·
Italië ·
Ivoorkust ·
Jamaica ·
Japan ·
Joegoslavië ·
Kameroen ·
Kazachstan ·
Koeweit ·
Kosovo ·
Kroatië ·
Liechtenstein ·
Litouwen ·
Luxemburg ·
Maleisië ·
Malta ·
Marokko ·
Mexico ·
Moldavië ·
Montenegro ·
Nederland ·
Nieuw-Zeeland ·
Nigeria ·
Noord-Ierland ·
Noord-Macedonië ·
Noorwegen ·
Oekraïne ·
Oostenrijk ·
Panama · 
Paraguay ·
Peru · 
Polen ·
Portugal ·
Roemenië ·
Rusland ·
San Marino · 
Saoedi-Arabië ·
Schotland ·
Senegal ·
Servië ·
Servië en Montenegro · 
Slovenië ·
Slowakije ·
Sovjet-Unie ·
Spanje ·
Trinidad en Tobago ·
Tsjechië ·
Tsjecho-Slowakije ·
Tunesië ·
Turkije ·
Uruguay ·
Verenigde Staten ·
Wales ·
Wit-Rusland ·
Zuid-Afrika ·
Zuid-Korea ·
Zweden ·
Zwitserland
Algerije (2010) · 
Argentinië (1986) · 
Argentinië (1998) · 
Argentinië (2002) · 
België (1990) · 
België (2018, 1) · 
België (2018, 2) · 
Brazilië (2002) · 
Colombia (1998) ·
Colombia (2018) ·
Costa Rica (2014) ·
Denemarken (2002) ·
Denemarken (2021) · 
Duitsland (2000) ·
Duitsland (2010) ·
Duitsland (2021) ·
Ecuador (2006) ·
Egypte (1990) ·
Frankrijk (1982) ·
Frankrijk (2012) ·
Frankrijk (2022) ·
Ierland (1990) · 
IJsland (2016) ·
Italië (1990) · 
Italië (2012) · 
Italië (2014) · 
Italië (2021) · 
Kameroen (1990) · 
Koeweit (1982) · 
Kroatië (2018) ·
Kroatië (2021) · 
Marokko (1986) · 
Nederland (1990) · 
Nigeria (2002) · 
Oekraïne (2012) · 
Oekraïne (2021) ·
Panama (2018) · 
Paraguay (1986) · 
Paraguay (2006) · 
Polen (1986) · 
Portugal (1986) · 
Portugal (2000) · 
Portugal (2006) · 
Roemenië (1998) ·
Roemenië (2000) ·
Rusland (2016) ·
Schotland (2021) ·
Senegal (2022) ·
Slovenië (2010) ·
Slowakije (2016) ·
Spanje (1982) ·
Spanje (2024) ·
Trinidad en Tobago (2006) ·
Tsjechië (2021) ·
Tsjecho-Slowakije (1982) ·
Tunesië (1998) ·
Tunesië (2018) ·
Uruguay (2014) ·
Verenigde Staten (2010) ·
Wales (2016) · 
West-Duitsland (1966) ·
West-Duitsland (1982) ·
West-Duitsland (1990) ·
Zweden (2002) ·
Zweden (2006) · 
Zweden (2012)
FMF · A-internationals · Bondscoaches · Moldavisch vrouwenelftal · Moldavië U21 · Moldavië U20 · Moldavië U19 · Moldavië U18 · Moldavië U17 · Moldavië U16
1990 – 1999 ·
2000 – 2009 ·
2010 – 2019 ·
2020 − 2029
1991 · 1992 · 1993 · 1994 · 1995 · 1996 · 1997 · 1998 · 1999 · 2000 · 2001 · 2002 · 2003 · 2004 · 2005 · 2006 · 2007 · 2008 · 2009 · 2010 · 2011 · 2012 · 2013 · 2014 · 2015 · 2016 · 2017 · 2018 · 2019 · 2020 · 2021 · 2022 · 2023 · 2024
Albanië ·
Andorra ·
Armenië ·
Azerbeidzjan ·
Bosnië en Herzegovina ·
Bulgarije ·
Canada ·
Cyprus ·
Denemarken · 
Duitsland ·
El Salvador · 
Engeland ·
Estland ·
Faeröer ·
Finland ·
Frankrijk ·
Georgië ·
Gibraltar ·
Griekenland ·
Hongarije ·
Ierland ·
IJsland ·
Indonesië ·
Israël ·
Italië ·
Ivoorkust ·
Jordanië ·
Kaaimaneilanden ·
Kameroen ·
Kazachstan ·
Kirgizië ·
Kosovo ·
Kroatië ·
Letland ·
Liechtenstein ·
Litouwen ·
Luxemburg ·
Malta ·
Montenegro ·
Nederland ·
Noord-Ierland ·
Noord-Macedonië ·
Noorwegen ·
Oeganda ·
Oekraïne ·
Oostenrijk ·
Polen ·
Portugal ·
Qatar ·
Roemenië ·
Rusland ·
San Marino ·
Saoedi-Arabië ·
Schotland ·
Servië ·
Slovenië ·
Slowakije ·
Tsjechië ·
Turkije ·
Venezuela ·
Verenigde Arabische Emiraten ·
Verenigde Staten ·
Wales ·
Wit-Rusland ·
Zuid-Korea ·
Zweden ·
Zwitserland